# 白鸟事件
白鸟事件，是一宗在1952年1月21日发生於日本北海道札幌市的谋杀案件。尽管该案可能存在部分错判的可能，但未能进行再审。

## 概要
1952年1月21日晚7点30分左右，在北海道札幌市南6条西16丁目的路面上，札幌市警察白鸟一雄警官骑自行车回家途中，被旁边一个骑车的人开枪射杀。之后罪犯立即逃离了现场。
白鸟一雄当时担任札幌市警察局警备课课长，负责调查从事部分非法活动的日本共产党，因此这事发生后，当局主要以共产党有关人员为焦点进行了搜查。事件发生2天后，共产党北海道地方委员会发表了暗示与本案有关的声明，声称“该事件与共产党的关系不予置评。这是一位爱国英雄的行为”，此外，党员们还在市区内散发“看吧！这就是上天给予的惩罚！”之类的传单。因此，共产党更成为了怀疑的对象。然而，事发后不久，担任共产党北海道地方委員的村上由发表声明，断然否认了共产党与白鸟案件的关联。同时，也有传言认为白鸟牵涉到某家信用金库的不法行为调查，因此该金库雇用杀手杀害了白鸟警官。
案发4个月后，由于共产党党员的告发，得知担任党札幌地区委員的村上等人与杀害白鸟警官案有关，因此当局逮捕了村上等人。作为共犯之一被逮捕的T供述出“1月3日至1月4日期间，村上等7人聚会讨论杀害白鸟警官的计划”。但是在逮捕嫌疑人后，仍未能发现罪犯使用的手枪，作为唯一的物证，只有案发2年前在幌見峠进行射击训练的子弹被提交给法庭。

## 审判
检查官一方控诉村上犯杀人罪（共谋共同正犯），其余2人犯殺人罪的帮助犯，主张“村上等人为发动武装暴乱而在幌見峠进行射击训练。此后，射杀了对其构成阻碍的白鸟警官。” 第1审法院札幌地裁认定共同犯罪成立，判处村上无期徒刑、另一名共犯有期徒刑5年、缓刑5年（审判中分别判决的共犯T获刑有期徒刑3年、缓期3年）。此后，在控诉审中，札幌高裁将村上的刑罚改为有期徒刑20年，并驳回了另一名共犯的控诉。1963年，最高裁判所驳回了上告，本案的最终判决得以确定。
然而，最高法院驳回上告后，有证言证实：作为唯一物证的手枪子弹尽管在2年前发射，但几乎没有发生锈蚀，且与白鸟警官遗体上发现的子弹的弹道痕迹一致的鉴定结论也是由美军作出的。由此，有人提出可能存在伪造证据的可能性。为此，村上在1965年提出再审的请求，向最高裁判所提出了特別抗告，但是在1975年被驳回。

## 白鸟决定
尽管村上的再审请求被驳回，但最高裁判所在决定中做出了如下表述“即使在再审制度中，也适用“疑點利益歸於被告”的刑事诉讼基本原则”（通称为“白鸟决定”）。在此之前的再审审判中，往往要求提供能够完全推翻旧证据的证言或证据，但根据上述决定，只要对审判时依据的证据证言存在“一定程度的合理怀疑”，就可以成为再审的对象。这一决定为此后许多冤假错案的再审创造了可能性。
- 参考弘前大学教授夫人杀人案件・米谷事件・滝事件・财田川事件・免田事件等。
- 一般在日本的再审・错案中，几乎肯定会引用“白鸟决定”，但是白鸟案件本身却没有得到再审。

## 事後
- 1955年左右，被警方通緝的嫌疑人中，佐藤博、宍戶均、鶴田倫也等3人逃亡到中華人民共和國，其中7人於1973年左右回到日本，佐藤、宍戸、鶴田3人仍留在中國。後佐藤、宍戶2人於1988年，鶴田於2012年在中國去世，但日本方面無法得到中國公安部門的官方消息。由於日本的公訴時效在嫌疑人逃到海外以後便會暫停，因此日本警方在獲得中國公安部門發出的死亡確認書之前都在不斷更新對3人的逮捕令，後來成為日本年代最為久遠的逮捕令[1][2]。
- 1956年，日本共產黨北海道地方委員會軍事部門負責人川口孝夫被日共要求退黨，拒絕後與妻子一同被流放到中國。先在北京的日共培訓機構「中國人民大學分校」短暫學習，此後一直在四川生活工作，下放彭縣期間曾擔任縣農業局副局長，文革期間經歷北京機場事件，三線建設期間又被疏散到樂至縣，後回到成都的紅旗柴油機廠工作，直到1973年中日邦交正常化後才回到日本，此後一直住在北海道，還自費出版了一部名為 《蜀国漂流记》 的回憶錄，但其中對造成他流亡中國的白鳥事件卻甚少提及[3]。他於2004年去世後，因白鳥事件的關係，日共對其逝世並未發表任何評論。
- 1994年11月3日，被視為主犯的日本共產黨札幌委員會委員長村上国治（當時71歲，案發時29歲）在埼玉縣大宮市自家內，由於不明原因的火災而死亡。
- 日本共产党公開否認與此案有關，但曾與多名日共幹部關係要好的渡部富哉以及多名原日共北海道地區黨員均表示該案的確由日共組織策劃[4]。
- 松本清张的著作《日本的黑雾》的一部分就以本案为题材，但他將此案定性為美軍的陰謀，而非日本共產黨。